# William Cavanaugh
Ne doit pas être confondu avec William T. Cavanaugh.
William Cavanaugh (1876 - 21 mai 1936) est un acteur et réalisateur américain né à New York, New York (États-Unis).

## Filmographie

### comme acteur
- 1912 : For His Mother's Sake
- 1912 : Anona's Baptism
- 1912 : The Live Wire
- 1912 : The Sheriff's Brother : The Brother
- 1913 : Gold Is Not All : The Miser Uncle
- 1913 : The Wizard of the Jungle : Daniel Bonavita
- 1913 : Her Nerve : The Agent
- 1913 : The Mad Sculptor
- 1913 : The Stranger : Lem
- 1913 : The Climax
- 1913 : Traffic in Souls : Bill Bradshaw
- 1914 : Evangeline : Rene LeBlanc
- 1914 : The $5,000,000 Counterfeiting Plot : Arthur Borden
- 1914 : Rip Van Winkle : Derrick von Beekman
- 1914 : The Seats of the Mighty (en) : Vaudrieul
- 1915 : Shorty's Adventures in the City : Brady
- 1915 : Shorty Among the Cannibals
- 1916 : The Crimson Stain Mystery : Doctor's Assistant
- 1918 : Morgan's Raiders : Undetermined Role
- 1918 : The Sign Invisible : Chin Loo
- 1918 : Wolves of Kultur
- 1919 : Calibre 38 : Sure Shot Jessup
- 1919 : The Great Gamble : Cooley
- 1919 : The Open Door : Undetermined Role
- 1920 : The Bromley Case : The Bromley Butler
- 1921 : Love's Plaything : Julian La Rue
- 1922 : Big Timber de John W. Noble (en)
- 1922 : The Love Nest : Jerry
- 1923 : Le Harpon (Down to the Sea in Ships) d'Elmer Clifton : Thunderbolt Bill
- 1923 : The Snow Bride : Pierre
- 1924 : Floodgates : Morton
- 1924 : The Fatal Plunge : Cooley
- 1925 : Red Love : Dr. George Lester
- 1927 : The Masked Menace

### comme réalisateur
- 1914 : Evangeline